# Сокол, Виктор Петрович
Ви́ктор Петро́вич Со́кол (бел. Віктар Пятровіч Сокал; род. 5 декабря 1954, Минск) — советский и белорусский футболист, нападающий, после окончания игровой карьеры стал тренером.

## Биография
Воспитанник минского «Спутника». Действовал на позиции нападающего.
Спортивное звание: мастер спорта СССР с 1980 года.
Виктор Сокол начал спортивную карьеру в брестском «Динамо», затем выступал за минское «Динамо», где провёл большую часть карьеры. В составе минчан Сокол стал чемпионом СССР. Позднее Виктор играл за польскую «Ягеллонию». Карьеру футболиста Виктор завершил в клубе «Динамо-93», который тогда назывался «Беларусь».
В сезоне Кубка европейских чемпионов 1983/84 он в 6 матчах забил 6 голов, тем самым став лучшим бомбардиром этого турнира.

Маневренный, работоспособный, демонстрировал мощную скоростную игру с акцентом на индивидуальные действия, обладал сильным ударом.—  Энциклопедия «Российский футбол за 100 лет». Октябрь 1997 года.
В качестве тренера Сокол возглавлял клубы «Динамо-93» с 1994 года по 1996 год, «Динамо» (Брест) в 2001 году и юношескую сборную Беларуси до 17 лет.
Его сын Виктор также футболист. Дочь — Надежда Сокол (1985 года рождения).

## Достижения
- Чемпион СССР: 1982
- Бронзовый призёр чемпионата СССР: 1983
- Финалист Кубка СССР: 1987
- Лучший бомбардир Кубка европейских чемпионов: 1983/84